# تكنولوجيا الفضاء المفتوح

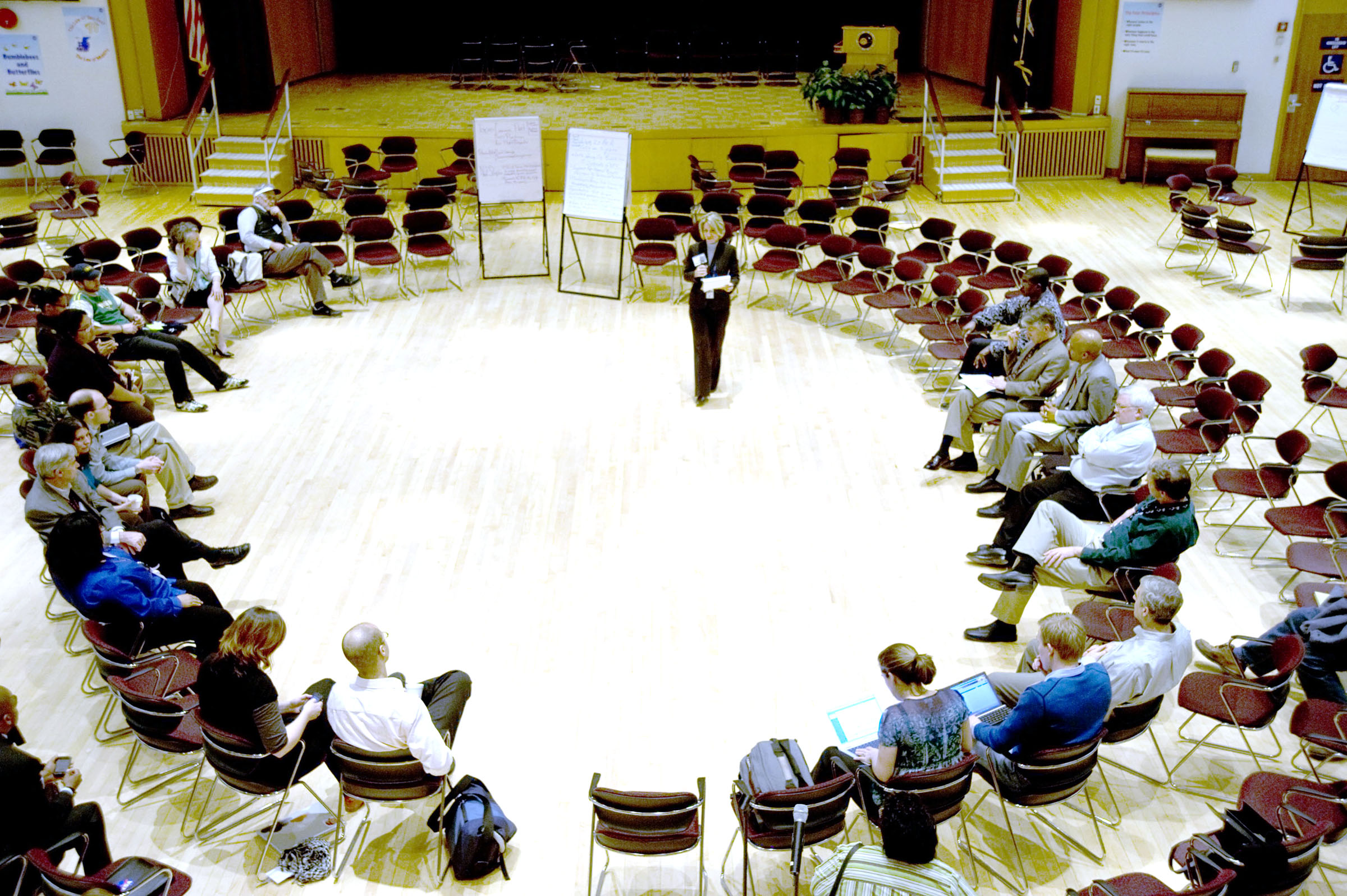
إجتماع مفتوح في وكالة الفضاء الأميركية، ناسا

تكنولوجيا الفضاء المفتوح (بالإنجليزية: Open Space Technology؛ (OST))‏، أو اجتماعات الفضاء المفتوح، هو نهج لاستضافة اجتماعات أو مؤتمرات وخلوات إدارية أو ندوات أو قمة مجتمع، بحيث يكون التركيز على هدف أو مهمة أو مسألة محددين بدقة ولكن من دون تحديد جدول أعمال رسمي للحدث. وهو نهج أثبت فعاليته مع أي عدد من المشاركين، من خمسة مشاركين إلى عدد ألوف.

## التاريخ
الفكرة الأساسية لإجتماعات الفضاء المفتوح موجودة منذ وجود المحادثات الإنسانية. وما إجتماع السقيفة إلا أحد الأمثلة المشهورة في العالم الإسلامي حيث أجتمع الصحابة من دون جدول أعمال محدد، إلا أنهم ناقشوا موضوع واحد إلا وهو خلافة رسول الإسلام.
أما في العالم الغربي، كان هاريسون أوين أول من وضع أسس لهكذا اجتماعات ووثقها بشكل علمي في كتاب سماه «تكنولوجيا الفضاء المفتوح: دليل المستخدم» في ثمانينات القرن العشرين.
بدأت فكرته من خلال مؤتمر نظمه بنفسه حول موضوع «تحول المنظمات» عام 1983. وفي المؤتمر الثالث، خطر على باله استخدام أسلوب جديد في مناقشة مواضيع المؤتمر معتمدا على الأسلوب الذي كان يتبعه حين كان قسا يبشر في أفريقيا. قدم للمؤتمر بدعوة من فقرة واحدة تصف الهدف من دون أي جدول للأعمال. حضر 100 مدعوا للمؤتمر. ولتحقيق فكرته، وضع الكراسي على شكل دائرة كبيرة. ولتحديد جدول المؤتمر، طلب من أي شخص لديه موضوع يجده مهم أو جدير بمناقشته، أن يتقدم إلى وسط الدائرة وكتابة فكرته وشرحها ليقرر بقية الحاضرين أهمية الموضوع بالنسبة إليه. خلال 90 دقيقة، كان الجميع إتفقوا على جدول برنامج المؤتمر وحددوا نشاطات أيام المؤتمر الثلاث. بالنسبة لأوين، سر نجاح هذا الأسلوب يعود إلى تحويل ملكية جدول المؤتمر منه هو أساسا إلى الحاضرين الذي يجعلهم أكثر اندماجا على أساس أنهم هم من خططوا له ولم يفرض عليهم.
لم يسجل أوين فكرته للحصول على برأة اختراع إذ يعتبر نفسه مكتشف للفكرة وليس مخترعها.
خلال فترة 25 سنة، حصل أكثر من 100,000 اجتماع بهذا الأسلوب. إنشئ موقع باسم «خريطة العالم المفتوح»  والتي يشير أن اجتماعات من هذا النوع حصلت في 160 دولة حول العالم. وهناك أكثر من خمسة جهات مدعومة حكوميا في فرنسا وألمانيا والبرتغال والسويد والولايات المتحدة الأميركية، تسوق وتشجع هكذا اجتماعات.

## الأسلوب
وضع أوين العديد من الأفكار حول نجاح هكذا مؤتمرات. مع أنه يدافع عن ترك أبواب أخذ القرارات للمشاركين أنفسهم، إلا أنه وصف بعض الضوابط التي تساعد في نجاح الاجتماعات المفتوحة نوجزها في ما يلي.

### الشروط
هناك خمس شروط مطلوبة لنجاح اجتماعات الفضاء المفتوح هي:
1. يجب أن تكون المسألة أو الموضوع جدير بالاهتمام.
2. يجب أن يكون الموضوع معقدا بشكل كبير بحيث لا يستطيع شخص واحد أو مجموع بحد ذاتها أن يجدوا الحل بأنفسهم. بل يجب أن تشجع مجموعات مختلفة أن تبحث الحل.
3. يجب أن يتطلب الموضوع مشاركة مجموعة متنوعة من الخبرات والاختصاصات في النقاش.
4. يجب أن يشكل الموضوع صدام أو أزمة حقيقية والذي هو دليل على اهتمام صادق بالمسألة أو الموضوع.
5. يجب أن يكون هناك عجالة خالصة في إيجاد الحل أو الإيجابة.

ويضيف أوين أن عدم وجود أي من هذه الشروط يعني أنه لا يجب اعتماد أسلوب الاجتماع المفتوح.

### شروط مسبقة
بالإضافة للشروط السابقة، حدد أوين بعض الشروط التي يجب مداراتها قبل التفكير في التخطيط للاجتماع، منها:
- التأكد من أن الوضع العام وضع حيادي وأمن.

1. التأكد من توافر عناصر متنوعة ومعقدة لتنظم نفسها.
2. الإستعداد للعمل في حدود الفوضى. لن يتم تحقيق أي شيء مع الجمود.
3. يجب التأكد من وجود، وتنمية، الدوافع الداخلية تجاه نجاح المجهود.
4. ضآلة الروابط لمنع نشوء لوبيات.

### المبادئ
وصف أوين خمس مبادئ أساسية يجب اعتمادها:
1. كل من يحضر هم الأشخاص المناسبون.
2. مهما كان وقت بدأيتها، يكون هو الوقت المناسب.
3. مهما كان مكان حصولها، يكون هو المكان المناسب.
4. مهما حصل، يكون هو الشئ الوحيد الذي يجب أن يحصل.
5. عندما تنتهي، يكون وقت نهايتها المناسب.

### قانون «القدمين»
بحسب أوين، يحدد هذا القانون أن على المشاركين استعمال أقدامهم لينتقلوا إلى مكان موضوع آخر حين يشعرون أن ما يقومون به لا يفيدهم أو لا يساعد في تقدم النقاشات. وهذا القانون يسمح للمشاركين في دفعهم للتعلم بشكل قصوي وبنفس الوقت يؤكد مشاركتهم بشكل فعال. ويسمي البعض هذا القانون بـ«قانون التحرك».

## عملية اجتماع مفتوح نموذجية
- في بداية الاجتماع، وزع المشاركين على مقاعد موزعة بشكل دائري مع ترك مساحة واسعة حول مركز الدائرة.
- بعد حلوس المشاركين، يقوم عريف الاجتماع بشرح وتوصيف المسألة أو الموضوح مع الإيجابة عن أي استفسارات.
- ثم يتم دعوة المشاركين بالتقدم إلى وسط المركز ليكتب على ورقة لوحية موضوعه أو المسألة التي ينوي التباحث بها بشكل واضح مع وقت التباحث وموقعه. وتكون مدة كل لقاء حوالى الساعة ونصف.
- تكون من مسؤولية الشخص الذي يعرض مساءلة ما أن يلخص اجتماعه بتقرير حول حيثيات اجتماعه. ويجب أن يكون لديه حماسة كبيرة تجاه الموضوع.
- وبعد الانتهاء من وضع كل المواضيع، يقوم المشاركين بوضع أسمائهم في لوائح المواضيع الذين ينوون متابعتها بشكل حر.

### التوقيت
يمكن للاجتماع المفتوح أن يستمر ما بين نصف نهار أو ثلاثة أيام. عائدة، تأخذ النشاطات الأولية، أي تحديد المواضيع والمسائل، أقل من ساعة واحدة. والوقت المثالي للتباحث في كل موضوع هو ساعة ونصف. ويتخلل لاللقاء أوقات لتناول القهوة والاختلاط بيم المشاركين لا تتجاوز النصف ساعة. كما يمكن تحديد أوقات للغداء أو العشاء.

### حلقة الموضوع
يقوم المشاركون في حلقات بحث المواضيع بتنظيم أنفسهم. كما يسمح لهم بالنتقال بين الحلقات. ويتم توثيق كل النقاشات خلال فترة الحلقة وترسل إلى جميع المشاركين من دون تدقيق في أسرع وقت ممكن. 

### دور المنسق
يحدد دور المنسق بالتأكد من أمرين اثنين: أولا التأكد بأن المواضيع تتطابق مع فكرة المؤتمر وألإجتماع والثاني التأكد أن المشاركين يتبعون القواعد. وخلال الحلقات، يدور بين المشاركين من دون أن يتدخل في نقاشاتهم.

## نتائج
هناك خمس نتائج مرجوة من فعاليات الفضاء المفتوح:
1. يناقش المسائل والمواضيع التي تهم المشاركين أنفسهم.
2. سيهتم بكل مسألة أو موضوع، شخص محدد لديه اهتمام ومعرفة كافية بالمسألة أو الموضوع ليحقق التقدم المنشود.
3. يتم توثيق كل المناقشات والطروحات والتوصيات والخطوات التالية في تقرير مفصل يصدر عن المؤتمر.
4. وفي حال توافر الوقت خلال المؤتمر، يتم بتحديد أوليات التقرير
5. يشعر المشاركون بحس المشاركة والتعاون ويكون نشيطين تجاه تنفيذ مقرارات المؤتمر.

## راجع أيضا
- نظم إجتماعات
- تفكير جماعي